# Franz Anton von Sporck

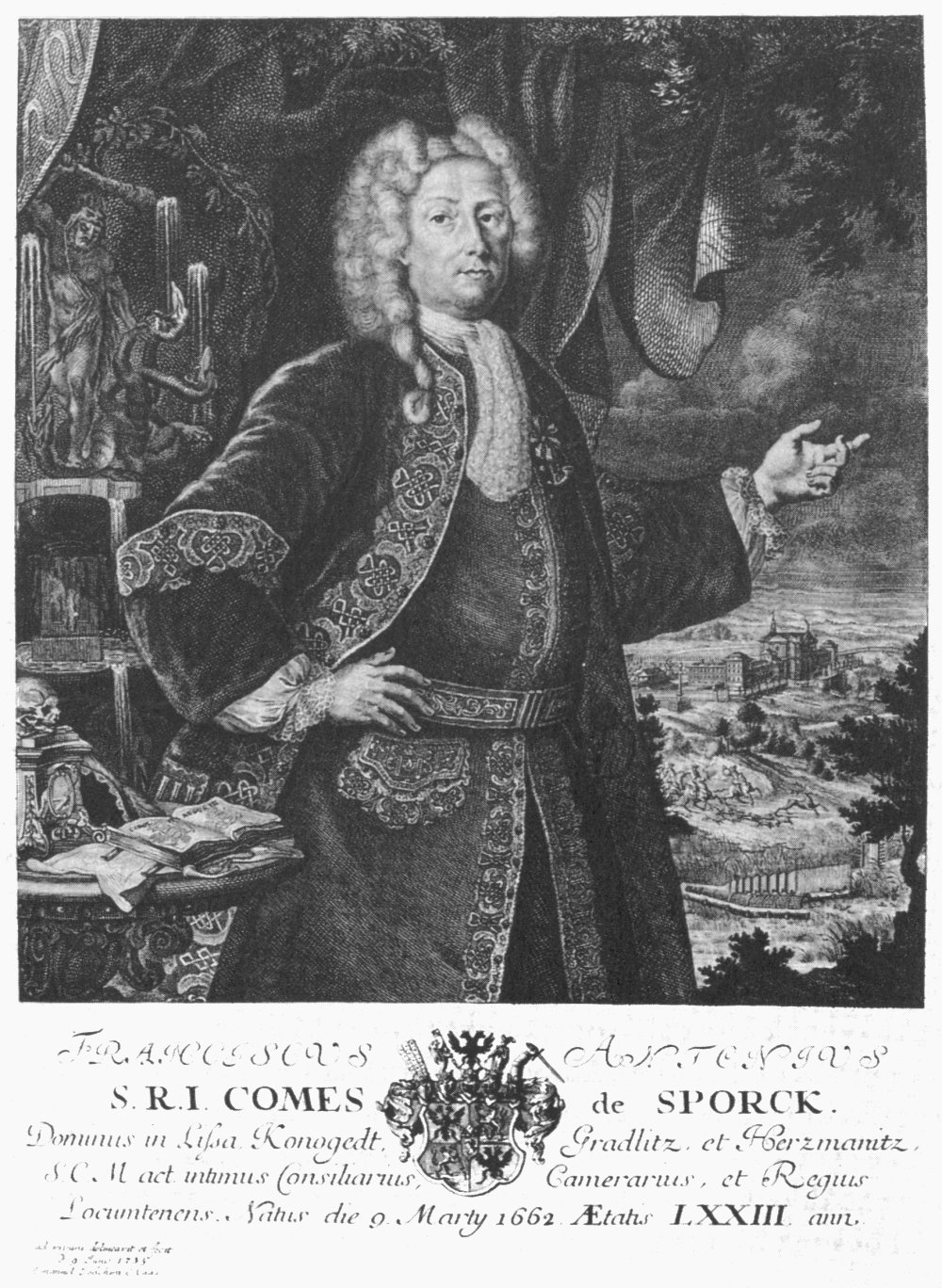
Litografia del conte Franz Anton von Sporck dell'anno 1735

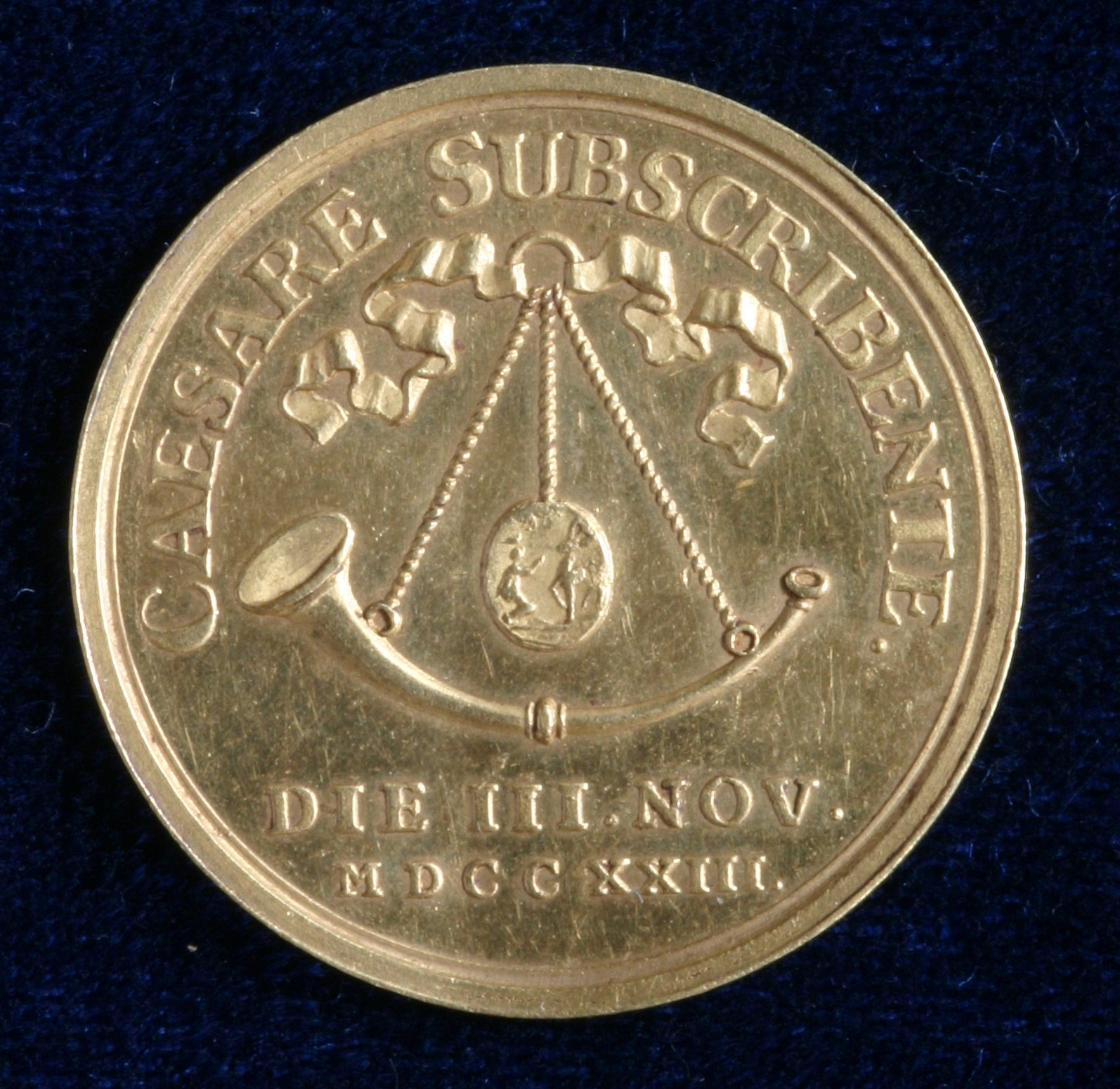
Ordine di Sant'Uberto

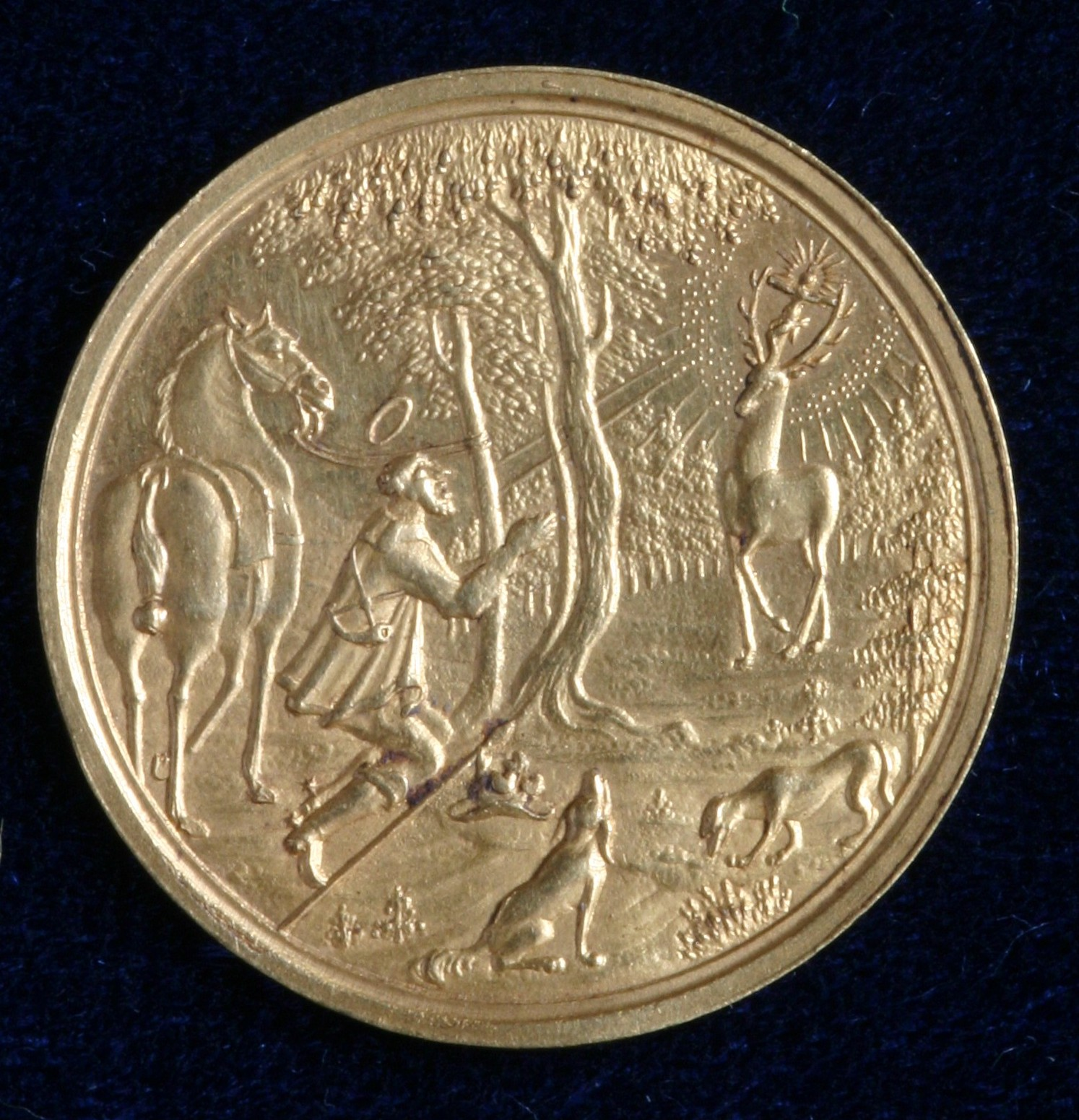
Medaglia del 1723

Il conte Franz Anton von Sporck, Franz Anton Reichsgraf von Sporck in tedesco e František Antonín hrabě Špork in ceco (Lysá nad Labem, 9 marzo 1662 – Lysá nad Labem, 30 marzo 1738), è stato un letterato boemo di lingua tedesca e mecenate vissuto in Boemia, oggi Repubblica Ceca. Fu una delle figure più rilevanti di intellettuale in centro Europa agli inizi del XVIII secolo.

## Biografia
Il conte Sporck era il primogenito dei quattro figli del conte Johann (Jan) von Sporck (c. 1595-1679) e della sua seconda moglie Maria Eleonora di Fineke. Suo padre era nato in condizioni piuttosto umili in Vestfalia, ma fu ricompensato in maniera notevole per essersi distinto in campo militare al servizio degli Asburgo durante la guerra dei trent'anni Era un'abitudine degli imperatori asburgici di premiare i loro preferiti con le terre confiscate ai diseredati nobili protestanti boemi che rifiutavano di convertirsi al cattolicesimo dopo la sconfitta alla battaglia della Montagna Bianca nel 1620. Il padre del conte Sporck era un esempio di questa specie di favorito, in un primo momento elevato al rango di barone nel 1647 e poi a quello di conte imperiale nel 1664. Gli fu assegnata una grande quantità di terra in Boemia, che il conte Sporck avrebbe poi ereditato. Tipico della nobiltà germanizzata cattolica in Boemia del suo tempo, il conte Sporck si considerava etnicamente tedesco e dimostrò scarso interesse verso la cultura ceca. Frequentò la prima scuola a Heřmanův Městec per passare poi alla scuola dei gesuiti di Kutná Hora. Nel 1675 inizia a frequentare lezioni di filosofia e diritto alla Charles-Ferdinand University al Clementinum di Praga. Si laureò nel 1678 all'età di sedici anni. Nel 1680 intraprese un Grand Tour d'Europa, che lo portò a Roma, Torino, nel sud della Francia, in Spagna, a Parigi, in Inghilterra, a L'Aia ed a Bruxelles. Si recò per la seconda volta a Parigi nel 1682 dopo essere ritornato in Boemia nel 1681. Acquisì un apprezzamento per tutta la vita della letteratura francese a seguito dei suoi viaggi in Francia. Poiché era ancora minorenne al momento della morte del padre, fu in grado di assumere il controllo della sua eredità solo nel 1684. Fra i suoi possedimenti erano comprese le proprietà di Lysá, Konojedy, Choustníkovo Hradiště e Malešov. E presso la tenuta di Choustníkovo Hradiště, nel nord della Boemia, che costruì la sua residenza di Kuks. Egli ereditò anche il palazzo di famiglia a Praga e una notevole somma di denaro.
Nel 1686 sposò Franziska Apollonia, nata von Swéerts zu Reist (1667–1726), proveniente da una famiglia slesiana originaria di Bruxelles. Il matrimonio fi molto felice e la coppia ebbe due figlie, Elenora Franziska (1687–1717) e Anna Katherina (1689–1754), ed un figlio, Johann Franz Anton Joseph Adam (nato nel 1699), che non superò il periodo dell'infanzia. Nel 1718 il conte Sporck adottò il marito di sua figlia Anna Katherina, Franz Karl Rudolph von Swéerts zu Reist, e fu questi ad ereditare la fortuna degli Sporck, assumendo il nome di Swéerts-Sporck.
Gran parte della prima età adulta del conte Sporck venne impiegata nel migliorare ed espandere i suoi possedimenti e partecipando alla vita pubblica. Nei primi anni del 1690 gli vennero assegnati un certo numero di prestigiosi uffici imperiali nel periodo 1691-1692. Il suo titolo di Statthalter, che stava ad indicare la più elevata autorità civile locale nella provincia di Boemia, apportò spesso confusione nella letteratura di lingua inglese. A volte il conte Sporck viene denominato "Viceré di Boemia", un titolo che non esisteva. Nel 1695 fondò una società di caccia nota come Ordine di Sant'Uberto.
Nel 1694 il medico di Praga J.F. Love confermò le proprietà curative della fonte che ha origine sul lato sinistro del fiume nella parte meridionale della tenuta di Choustníkovo Hradiště. Qui venne poi costruito il centro termale Kuks, poi famoso per i suoi poteri curativi, e l'ospedale di carità collegato ad esso. Per la progettazione e l'esecuzione della costruzione del centro termale e del castello di Kuks, il conte Sporck incaricò l'architetto Giovanni Battista Alliprandi e il maestro muratore Giovanni Pietro della Torre. Il complesso comprendeva la Chiesa della Santa Trinità, costruita a beneficio dei veterani di guerra e dei pensionati come parte di una fondazione che lui fondata. Lo scultore Matthias Bernhard Braun abbellì il parco di Kuks con alcune delle sue opere migliori.
Gli interessi intellettuali del conte Sporck lo portarono a fondare una filiale della massoneria in Boemia, ma ebbero anche l'effetto di suscitare il sospetto delle autorità ecclesiastiche degli Asburgo di una sua simpatia verso la filosofia giansenista e anti gesuita. Nel 1729, la sua intera collezione di libri venne sequestrata per essere sottoposta ad indagini su ordine dell'imperatore Carlo VI e lui stesso venne temporaneamente arrestato. Fu assolto da tutte le accuse nel 1734 dopo una grande quantità di manovre politiche e spese considerevoli di denaro, ma non recuperò mai emotivamente da questo stress. Gli ultimi quattro anni della sua vita vennero trascorso in tranquillità.

### Interessi musicali
Vi sono tre aspetti di mecenatismo musicale che rendono il conte Sporck notevole per gli amanti della musica dentro e fuori la Repubblica Ceca: la sua introduzione del corno francese in Boemia, la sua fondazione del primo teatro d'opera permanente nelle terre di Boemia, e un certo collegamento con il compositore Johann Sebastian Bach del quale non si hanno ancora adeguate conoscenze.
La tradizione di suonare il corno francese venne introdotta in Boemia dopo che il conte Sporck portò con sé lo strumento da una visita alla corte di Versailles, nella primavera del 1682. La sua diffusione si ampliò talmente in Boemia che i suonatori boemi vennero generalmente riconosciuti come i migliori in Europa a partire dal XVIII secolo.
Il conte Sporck aveva a lungo sponsorizzato spettacoli teatrali a Kuks e nel suo palazzo a Praga, e nel 1724 consentì ad una compagnia d'opera italiana di eseguire le loro rappresentazioni nel suo palazzo di Praga concesso gratuitamente allo scopo. La spinta per questa mossa fu l'incoronazione di Carlo VI a Praga nel 1723, un evento accompagnato da sontuose produzioni liriche nel cortile del Castello di Praga. Vi fu la presa di coscienza del fatto che Praga avrebbe dovuto avere un teatro stabile in grado di presentare lo spettacolo "aristocratico" della lirica, e il conte Sporck ritenne opportuno incoraggiare gli sforzi dell'impresario italiano Antonio Maria Peruzzi nella fondazione del teatro di Praga. Fu poi Antonio Denzio, che ben presto sostituì Peruzzi, a continuare la messa in scena delle rappresentazioni. Vennero realizzate produzioni liriche a Kuks, per alcuni anni durante i mesi estivi. La compagnia di Denzio riuscì ad attirare a Praga alcuni dei cantanti più importanti d'Italia utilizzando Antonio Vivaldi come fonte di repertorio e di cantanti. Lo stesso Vivaldi visitò Praga nei primi anni 1730 a causa dei suoi legami con il teatro Sporck. Molte opere ebbero la prima esecuzione nel teatro Sporck, tra cui la prima opera ad utilizzare le impostazioni originali e i nomi dei personaggi della tradizione di Don Giovanni: l'opera La pravità castigata (1730) su libretto di Antonio Denzio e musica di Antonio Caldara. Il conte Sporck non fornì un sostegno finanziario alla compagnia d'opera a parte la concessione di utilizzare il teatro del suo palazzo di Praga gratuitamente, tuttavia, non poté assistere agli spettacoli, dopo la confisca della sua biblioteca ed il conseguente suo arresto nel 1729. La nobiltà di Praga gradualmente perse interesse per le produzioni di Denzio e come conseguenza la sua società subì gravi capovolgimenti finanziari fino alla bancarotta nel 1735. Gli appelli fatti al conte Sporck vennero sprezzantemente respinti.
Il conte Sporck mantenne contatti con il poeta Picander a Lipsia, un personaggio ben noto a J.S. Bach, che compose molta musica su suoi testi. È possibile che questo collegamento abbia spinto Bach a coltivare un rapporto con il conte Sporck, che era appassionato di poesia tedesca e ospitava il poeta Gottfried Benjamin Hancke in modo permanente come membro della sua famiglia. La partitura autografa del "Sanctus" della Messa in Si minore contiene un'annotazione dalla quale emerge che una copia venne inviata al conte Sporck in Boemia. Non vi è alcun elemento, nella voluminosa corrispondenza superstite del Conte Sporck, che porti ad affermare che questo gesto sia mai stato riconosciuto o ricompensato con un pagamento a Bach. Inoltre non è certo che i due si siano mai incontrati.